# Драммонд, Джеймс (ботаник)
Джеймс Дра́ммонд (англ. James Drummond; конец 1786 или начало 1787, Инверарити, Шотландия — 27 марта 1863, Тудьяи, Западная Австралия) — шотландско-австралийский натуралист, ботаник и сборщик образцов растений, миколог. Наиболее известен как исследователь-первопроходец флоры Западной Австралии. Ассоциированный член Лондонского Линнеевского общества (1810).

## Биография
Джеймс Драммонд родился в конце 1786 или в начале 1787 года в семье Томаса Драммонда, садовника поместья Фозерингем в Инверарити. Был крещён 8 января 1787 года.
С 1808 по 1829 год работал куратором ботанического сада в Корке (Ирландия), опубликовал несколько работ по растениям Ирландии.
В 1829 году вместе с женой и 6 детьми отправился на барке «Пармелия» в Западную Австралию, где был назначен суперинтендантом правительственных садов (жалованье — 100 фунтов стерлингов) и правительственным натуралистом (англ. Government Naturalist; должность без жалованья), хотя работал преимущественно в области ботаники.
С 1835 года Драммонд занялся сбором образцов растений и семян, которые отправлял в Англию. Вместе со своими сыновьями и коллегами (включая Джона Гилберта) предпринял несколько экспедиций в южные районы Западной Австралии. В июле 1845 года во время экспедиции к реке Мура был убит его сын Джонстон, после чего Джеймс Драммонд на время прекратил полевую работу. В 1846 году он был представлен к королевской награде за заслуги перед ботаникой, после чего продолжил полевую работу до 1855 года, когда завершил карьеру полевого исследователя в связи со старостью.

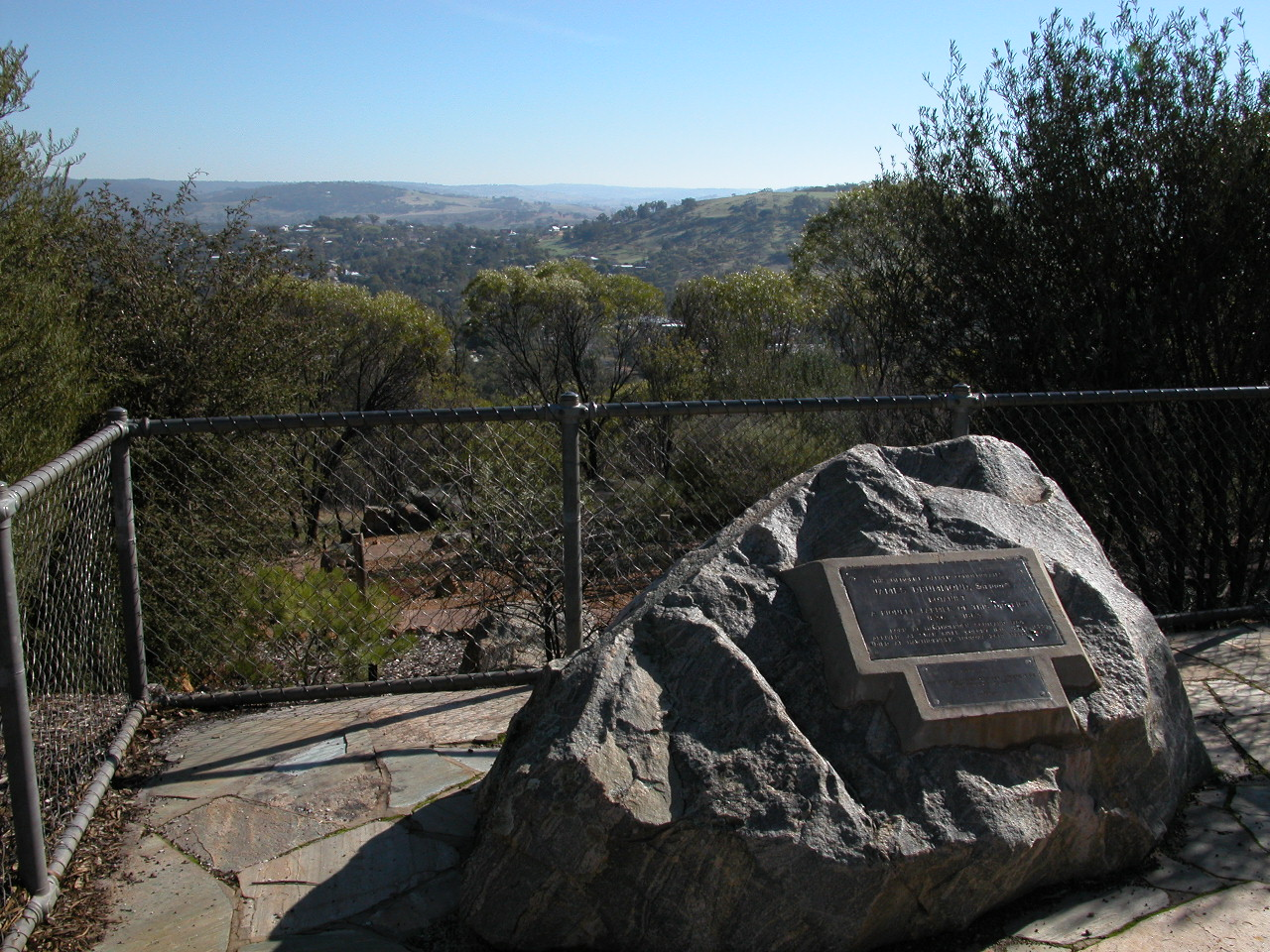
Мемориал в Западной Австралии

Умер 27 марта 1863 года в Тудьяи (Западная Австралия).

## Научная деятельность
Джеймс Драммонд специализировался на семенных растениях и на микологии.
За весь двадцатилетний период экспедиций Драммонда было собрано свыше 3500 образцов растений Западной Австралии, ставших основой для описания нескольких сотен видов.

## Память
В честь Джеймса Драммонда названо 119 видов.